# Natri hexachloroplatinat(IV)
Natri hexachloroplatinat(IV), muối natri của acid hexachloroplatinic(IV), là một hợp chất vô cơ có công thức Na2PtCl6, bao gồm cation natri và  anion hexachloroplatinat(IV). Theo giải thích của Cox và Peters, natri hexachloroplatinat khan, có màu vàng, và sẽ tạo thành hexahydrat màu da cam khi bảo quản trong không khí ẩm. Chất sau có thể bị khử nước khi đun nóng ở 110 ℃.

## Chuẩn bị và phản ứng
Natri hexachloroplatinat(IV) thu được như một chất trung gian trong quá trình điều chế phức Pt, thường bắt đầu bằng sự hòa tan platin trong nước vương thủy, tạo ra acid hexachloroplatinic(IV), sau đó phản ứng với natri chloride và bay hơi, để lại muối phức.
Pt + 4HNO3 + 6HCl → H2PtCl6 + 4NO2 + 4H2O
H2PtCl6 + NaCl → Na2PtCl6 + 2HCl
Hợp chất có thể được chuyển đổi trở lại thành kim loại platin thông qua chuyển đổi thành muối amoni, sau đó là phân hủy nhiệt, cho phép thu hồi kim loại bạch kim từ các dư lượng trong phòng thí nghiệm.
Na2PtCl6 + 2NH4Cl → (NH4)2PtCl6 + 2NaCl
3(NH4)2PtCl6→ 3Pt + 2N2 + 2NH4Cl + 16HCl